# Юнацький чемпіонат Європи з футболу (U-19) 2012
Чемпіонат Європи з футболу серед юнаків віком до 19 років 2012 року — пройшов у Естонії з 3 по 15 липня. Переможцем стала збірна Іспанії, яка у фіналі перемогла збірну Греції із рахунком 1:0.

## Кваліфікація
1. Кваліфікаційний раунд — 21 вересня 2011 – 16 листопада 2011
2. Елітний раунд – 23 – 31 травня 2012

## Міста та стадіони
| Місто           | Стадіон  | Місткість | Примітки                              |
| --------------- | -------- | --------- | ------------------------------------- |
| А. Ле Кок Арена | Таллінн  | 9,692     | Три матчі у групі, півфінали та фінал |
| Міський стадіон | Хаапсалу | 869       | Три матчі у групі                     |
| Кадріорг        | Таллінн  | 5,000     | Три матчі у групі                     |
| Міський стадіон | Раквере  | 2,500     | Три матчі у групі                     |

## Учасники
| Країни     | Кваліфікація | Попередні турніри                                  |
| ---------- | ------------ | -------------------------------------------------- |
| Естонія    | господар     | 0 (дебют)                                          |
| Франція    | Група 1      | 5 (2003, 2005, 2007, 2009, 2010)                   |
| Англія     | Група 2      | 6 (2002, 2003, 2005, 2008, 2009, 2010)             |
| Сербія     | Група 3      | 4 (2005, 2007, 2009, 2011)                         |
| Португалія | Група 4      | 4 (2005, 2007, 2009, 2011)                         |
| Греція     | Група 5      | 4 (2003, 2006, 2007, 2010)                         |
| Хорватія   | Група 6      | 1 (2010)                                           |
| Іспанія    | Група 7      | 8 (2002, 2004, 2006, 2007, 2008, 2009, 2010, 2011) |

Жирним шрифтом виділені переможні роки.

## Груповий етап

### Група А
| Збірна     | І | В | Н | П | ГЗ | ГП | РМ | О |
| ---------- | - | - | - | - | -- | -- | -- | - |
| Іспанія    | 3 | 2 | 1 | 0 | 7  | 4  | +3 | 7 |
| Греція     | 3 | 2 | 0 | 1 | 8  | 5  | +3 | 6 |
| Португалія | 3 | 1 | 1 | 1 | 8  | 6  | +2 | 4 |
| Естонія    | 3 | 0 | 0 | 3 | 1  | 9  | −8 | 0 |

| 3 липня 2012 17:30 |

| Греція          | 1 – 2    | Іспанія                |
| --------------- | -------- | ---------------------- |
| Діамантакос 66' | Протокол | Родрігес 30' Оседе 40' |

| Міський стадіон, Хаапсалу Глядачів: 1,350 Арбітр: Вадим Директоренко (Латвія) |

| 3 липня 2012 20:45 |

| Естонія | 0 – 3    | Португалія                           |
| ------- | -------- | ------------------------------------ |
|         | Протокол | Пікк 5' (аг) Бетінью 25' Мартінс 72' |

| А. Ле Кок Арена, Таллінн Глядачів: 6,691 Арбітр: Кенн Гансен (Данія) |

| 6 липня 2012 17:00 |

| Естонія     | 1 – 4    | Греція                                          |
| ----------- | -------- | ----------------------------------------------- |
| Луйгенд 90' | Протокол | Катідіс 43' Фурланос 55' Діамантакос 85', 90+2' |

| Кадріорг, Таллінн Глядачів: 3,345 Арбітр: Данні Маккелі (Нідерланди) |

| 6 липня 2012 20:00 |

| Португалія                                  | 3 – 3    | Іспанія               |
| ------------------------------------------- | -------- | --------------------- |
| Брума 11' Гомеш 39' Жуан Маріу 90+1' (пен.) | Протокол | Родрігес 8', 28', 48' |

| А. Ле Кок Арена, Таллінн Глядачів: 3,780 Арбітр: Паоло Валері (Італія) |

| 9 липня 2012 17:00 |

| Іспанія                 | 2 – 0    | Естонія |
| ----------------------- | -------- | ------- |
| Суарес 39' Алькасер 86' | Протокол |         |

| А. Ле Кок Арена, Таллінн Глядачів: 3,877 Арбітр: Арнольд Гантер (Ірландія) |

| 9 липня 2012 17:00 |

| Португалія              | 2 – 3    | Греція                        |
| ----------------------- | -------- | ----------------------------- |
| Гомеш 19' Бетінью 90+6' | Протокол | Янніотас 18' Катідіс 42', 69' |

| Міський стадіон, Хаапсалу Глядачів: 1,193 Арбітр: Ален Бьєрі (Швейцарія) |

### Група В
| Збірна   | І | В | Н | П | ГЗ | ГП | РМ | О |
| -------- | - | - | - | - | -- | -- | -- | - |
| Англія   | 3 | 2 | 1 | 0 | 5  | 3  | +2 | 7 |
| Франція  | 3 | 2 | 0 | 1 | 5  | 2  | +3 | 6 |
| Хорватія | 3 | 1 | 1 | 1 | 4  | 2  | +2 | 4 |
| Сербія   | 3 | 0 | 0 | 3 | 1  | 8  | −7 | 0 |

| 3 липня 2012 17:30 |

| Англія     | 1 – 1    | Хорватія    |
| ---------- | -------- | ----------- |
| Чалоба 60' | Протокол | Павичич 57' |

| Кадріорг, Таллінн Глядачів: 1,270 Арбітр: Ален Бьєрі (Швейцарія) |

| 3 липня 2012 18:45 |

| Сербія | 0 – 3    | Франція                               |
| ------ | -------- | ------------------------------------- |
|        | Протокол | Самнік 17' Погба 26' (пен.) Вьйон 32' |

| Міський стадіон, Раквере Глядачів: 1,827 Арбітр: Арнольд Гантер (Ірландія) |

| 6 липня 2012 16:30 |

| Франція     | 1 – 0    | Хорватія |
| ----------- | -------- | -------- |
| Фульк'є 79' | Протокол |          |

| Міський стадіон, Хаапсалу Глядачів: 1,182 Арбітр: Вадим Директоренко (Латвія) |

| 6 липня 2012 17:30 |

| Сербія       | 1 – 2    | Англія               |
| ------------ | -------- | -------------------- |
| Нинкович 70' | Протокол | Афобе 6' Редмонд 63' |

| Міський стадіон, Раквере Глядачів: 1,712 Арбітр: Кенн Гансен (Данія) |

| 9 липня 2012 20:00 |

| Хорватія                      | 3 – 0    | Сербія |
| ----------------------------- | -------- | ------ |
| Павичич 2' Понграчич 49', 57' | Протокол |        |

| Міський стадіон, Раквере Глядачів: 1,647 Арбітр: Паоло Валері (Італія) |

| 9 липня 2012 20:00 |

| Франція    | 1 – 2    | Англія                 |
| ---------- | -------- | ---------------------- |
| Верету 31' | Протокол | Ландстрем 16' Кейн 39' |

| Кадріорг, Таллінн Глядачів: 3,234 Арбітр: Данні Маккелі (Нідерланди) |

## Плей-оф
|  | Півфінали          | Півфінали |   |  | Фінал              | Фінал |  |
|  |                    |           |   |  |                    |       |  |
|  | 12 липня – Таллінн |           |   |  |                    |       |  |
|  | Іспанія            | 3 (4)     |   |  |                    |       |  |
|  | Франція            | 3 (2)     |   |  |                    |       |  |
|  |                    |           |   |  |                    |       |  |
|  |                    |           |   |  | 15 липня – Таллінн |       |  |
|  |                    |           |   |  | Іспанія            | 1     |  |
|  |                    | Греція    | 0 |  |                    |       |  |
|  |                    |           |   |  |                    |       |  |
|  |                    |           |   |  |                    |       |  |
|  |                    |           |   |  |                    |       |  |
|  | 12 липня – Таллінн |           |   |  |                    |       |  |
|  | Англія             | 1         |   |  |                    |       |  |
|  | Греція             | 2         |   |  |                    |       |  |

### Півфінали
| 12 липня 2012 16:45 |

| Англія    | 1 – 2 (д.ч.) | Греція                      |
| --------- | ------------ | --------------------------- |
| Афобе 56' | Протокол     | Бугаідіс 38' Лікоянніс 108' |

| А. Ле Кок Арена, Таллінн Глядачів: 3,115 Арбітр: Кенн Гансен (Данія) |

| 12 липня 2012 20:00 |

| Іспанія                         | 3 – 3    | Франція                      |
| ------------------------------- | -------- | ---------------------------- |
| Деулофеу 62', 112' Алькасер 78' | Протокол | Умтіті 26', 90+1' Погба 117' |

| А. Ле Кок Арена, Таллінн Глядачів: 4,325 Арбітр: Арнольд Гантер (Ірландія) |

|                                                    |       | Пенальті                          |  |
| Кампанья · Суарес · Родрігес · Алькасер · Деулофеу | 4 – 2 | Погба · Плеа · Умтіті · Кондогбія |  |

### Фінал
| 15 липня 2012 21:30 |

| Іспанія      | 1 – 0    | Греція |
| ------------ | -------- | ------ |
| Родрігес 80' | Протокол |        |

| А. Ле Кок Арена, Таллінн Глядачів: 7,864 Арбітр: Данні Маккелі (Нідерланди) |

| Чемпіон Європи 2012 |
| ------------------- |
| Іспанія 9-й титул   |